# Der Ehrenkodex
Der Ehrenkodex (Originaltitel: Code of Honor) ist die vierte Episode der ersten Staffel der US-amerikanischen Science-Fiction-Fernsehserie Raumschiff Enterprise – Das nächste Jahrhundert. Sie wurde in den Vereinigten Staaten über Syndication vermarktet und erstmals am 12. Oktober 1987 auf verschiedenen Fernsehsendern ausgestrahlt. In Deutschland erschien sie zum ersten Mal im Mai 1988 in einer synchronisierten Fassung auf VHS. Im deutschen Fernsehen war sie zum ersten Mal am 28. September 1990 in einer zweiten Synchronfassung im ZDF zu sehen. Die Folge gilt gemeinhin als eine der schlechtesten im Star-Trek-Universum.

## Handlung
Im Jahr 2364 bei Sternzeit 41235.25 fliegt die Enterprise zum Planeten Ligon II, um einen nur dort erhältlichen Impfstoff zu erwerben. Er wird dringend benötigt, um eine Seuche auf dem Föderations-Planeten Styris IV zu bekämpfen. Die Ligonianer sind ein stolzes Volk, das einem strengen Ehrenkodex folgt und eine geschlechtsspezifische Arbeitsteilung betreibt. Im Frachtraum der Enterprise empfangen Captain Picard, Sicherheitschefin Yar und Counselor Troi eine Abordnung der Ligonianer, zu der ihr Anführer Lutan und sein Stellvertreter Hagon gehören. Lutan ist beeindruckt davon, dass eine Frau den Sicherheitsdienst leitet, was auf seinem Planeten undenkbar wäre. Nach einem anschließenden Empfang zeigt sich Lutan sehr zufrieden mit Picards Gastfreundschaft und sichert die Lieferung des Impfstoffs zu. Anschließend möchte er noch eines der Holodecks der Enterprise besichtigen und bittet darum, dass Yar es ihm zeigt. Sie ruft dort ein Aikido-Programm auf und führt an einem künstlichen Gegner ihre Kampfkünste vor, während Hagon gegen ihn kläglich versagt. Lutan ist erneut beeindruckt. Als die Delegation schließlich auf den Planeten zurückkehrt, will er Yar scheinbar zum Abschied die Hand reichen, doch tatsächlich beamt er sie gegen ihren Willen mit hinunter nach Ligon II.
Picard gibt sofort Alarm, und als die Ligonianer die Funksprüche der Enterprise ignorieren, lässt er einige Warnschüsse in Richtung der Planetenoberfläche abfeuern. Der zweite Offizier Data merkt an, dass die Ligonianer Geduld schätzen und es vermutlich das Beste sei, auf eine Erklärung von Lutan zu warten. Ein Tag verstreicht und die Lage auf Styris IV verschlechtert sich weiter. Schließlich meldet sich Lutan. Picard erkennt an, dass Yars Entführung gemäß den ligonianischen Gebräuchen eine heldenhafte Tat war, und erbittet höflich ihre Freilassung. Lutan lädt Picard zu einem Besuch auf den Planeten ein, an dessen Ende ihm Yar übergeben werden soll.
Picard und Troi beamen auf die Oberfläche, wo sie von Lutan, seiner Frau Yareena und Hagon begrüßt werden. Picard verlangt, Yar umgehend zu sehen, und sie versichert ihm, gut behandelt zu werden. Es folgt ein Bankett, bei dem Picard vor dem versammelten Hofstaat seine Bitte um Yars Freilassung erneuert. Zur Überraschung aller Anwesenden lehnt Lutan die Bitte jedoch ab und erklärt, dass er sich nicht mehr von Yar trennen möchte und sie stattdessen zu seiner Hauptfrau machen will. Das erzürnt Yareena, die Yar zu einem rituellen Zweikampf auf Leben und Tod herausfordert.
Während der Vorbereitungen auf den Kampf wird sich die Besatzung der Enterprise allmählich über die tatsächlichen Absichten Lutans klar. Er ist durch einen Staatsstreich an die Macht gekommen, doch er kann das Land nur regieren. Eigentümer des Landes und seines Reichtums sind auf Ligon II traditionell die Frauen. Erst durch Yareenas Tod hätte Lutan vollständige Kontrolle über sein Land, und genau darauf scheint er zu spekulieren.
Picard und seine Mannschaft versuchen nun, Yar bestmöglich auf den Kampf vorzubereiten. Dieser findet in einer Art Stangengerüst statt. Als Waffen dienen Handschuhe, die mit vergifteten Dornen versehen sind. Yareena erweist sich als fähige Kämpferin, doch sie wird schließlich von Yar besiegt. Sofort werden beide Frauen auf die Enterprise gebeamt. Picard lädt Lutan ein, ihn aufs Schiff zu begleiten. Dort trifft Lutan Yar und zu seiner großen Verwunderung auch die völlig gesunde Yareena wieder. Lutan glaubt an einen Trick, doch Schiffsärztin Crusher kann ihm versichern, dass Yareena tatsächlich durch den vergifteten Handschuh getötet wurde. Nur durch eine rasche medizinische Behandlung konnte sie wiederbelebt werden. Durch ihren Tod ist die Ehe mit Lutan nun erloschen und er hat seine gesamte Macht verloren. Yareena nimmt Hagon zu ihrem neuen Gemahl, da er ihr während des Kampfes durch eine Warnung seine Zuneigung bekundet hat. Sie will Lutan nicht völlig verstoßen und behält ihn als Nebenmann. Hagon, der neue Führer der Ligonianer, lässt nun endlich den Impfstoff auf die Enterprise transportieren und das Schiff kann Kurs auf Styris IV setzen.

## Verbindungen zu anderen Star-Trek-Produktionen
Der Ehrenkodex ist eine von ganz wenigen Star-Trek-Folgen, in denen die Sternzeit mit zwei Nachkommastellen angegeben wird.

## Produktion

### Drehbuch
In Katharyn Powers’ erstem Drehbuchentwurf hießen die Ligonianer noch „Tellisians“. Sie waren als reptiloide Spezies gedacht, die einem strengen Ehrenkodex, ähnlich dem der japanischen Samurai, folgt. Nachdem bereits in der vorangegangenen Folge ein Großteil der Handlung auf Tasha Yar gerichtet war, erfolgte hier ein nahezu vollständiger Fokus auf Denise Crosbys Rolle. Die unglücklichen Umstände, unter denen die Dreharbeiten dieser Folge litten, führten jedoch dazu, dass sich Roddenberry nicht mehr dazu durchringen konnte, der Rolle erneut ein derartiges Gewicht zuzuteilen, was gegen Ende der Staffel dazu führte, dass Denise Crosby die Serie verließ und man die Rolle sterben ließ.

### Regie
Der Ehrenkodex war für Russ Mayberry die einzige Regiearbeit in einer Star-Trek-Produktion. Seine Entscheidung, alle Ligonianer-Rollen mit afroamerikanischen Schauspielern zu besetzen, obwohl das finale Drehbuch dies nur für Lutans Wachen ausdrücklich verlangte, wurde von zahlreichen Mitgliedern des Produktionsteams und den beteiligten Schauspielern als rassistisch empfunden. Produzent und Autor Tracy Tormé fühlte sich an stereotype Afrika-Darstellungen in Abenteuerfilmen der 1940er Jahre erinnert. Noch während der Dreharbeiten wurde Mayberry von Star-Trek-Schöpfer Gene Roddenberry entlassen. Nach unterschiedlichen Darstellungen war der Grund hierfür entweder Mayberrys Castingentscheidung oder rassistisches Verhalten gegenüber den Gastdarstellern während der Dreharbeiten.
Die noch fehlenden Szenen wurden nach Mayberrys Rauswurf von Les Landau inszeniert, der hierfür aber keine Erwähnung in den Credits der Folge erhielt.

### Darsteller
Neben Die Frau seiner Träume ist dies eine der beiden Folgen der Serie, in denen Worf (Michael Dorn) keinen Auftritt hat.
James Louis Watkins, Darsteller von Hagon, spielte unter seinem späteren Künstlernamen Julian Christopher auch einen Cardassianer in Folge 2.25 (Das Tribunal) von Star Trek: Deep Space Nine aus dem Jahr 1994.
Michael Rider hat hier seinen ersten von drei Auftritten als Transporterchief der Enterprise. Rider spielte diese Rolle bereits in Folge 1.03 (Gedankengift), doch die einzige Szene, in der er auftrat, fiel dem Schnitt zum Opfer.

### Musik
Die Musik dieser Folge stammt von Fred Steiner, der bereits die Musik für zahlreiche Folgen der Vorgängerserie Raumschiff Enterprise komponiert hatte. Für Raumschiff Enterprise – Das nächste Jahrhundert blieb dies sein einziges Engagement.

## Adaptionen
Das Hörspiel-Label Karussell veröffentlichte 1990 eine MC mit der leicht gekürzten deutschen Tonspur von Der Ehrenkodex, die an einigen Stellen mit eingesprochenen Erklärungen ergänzt wurde.

## Rezeption
Der Ehrenkodex gilt unter den Mitwirkenden sowie Fans und Kritikern gleichermaßen als eine der schlechtesten Folgen von Raumschiff Enterprise – Das nächste Jahrhundert. Mit 5,2 von 10 möglichen Punkten (Stand 2019) ist es die in der Internet Movie Database am drittschlechtesten bewertete Folge der Serie.
Michael Dorn bezeichnete die Folge im Rückblick als schwächste Star-Trek-Folge, die je gedreht wurde. Jonathan Frakes nannte sie 2011 einen „rassistischen Haufen Scheiße“ („racist piece of shit“).
Keith DeCandido bewertete Der Ehrenkodex 2011 auf tor.com als eine schlechte Folge von Raumschiff Enterprise – Das nächste Jahrhundert. Die Rassismus-Vorwürfe hielt er für etwas übertrieben, er fand aber reichlich weitere Kritikpunkte. Für ihn war die Folge mit zu vielen Klischees beladen. Die Handlung sei „Malen nach Zahlen“ und biete keine Überraschungen. Sämtliche Dialoge seien hölzern und die Selbstbeschreibungen der Ligonianer wirken nicht natürlich, sondern wie auswendig gelernt.
Scott Thill bewertete Der Ehrenkodex 2012 auf wired.com als eine der schlechtesten Folgen von Raumschiff Enterprise – Das nächste Jahrhundert.
2016 wurde Der Ehrenkodex in einer Umfrage unter Fans auf einer Star-Trek-Convention in Las Vegas zur zweitschlechtesten Star-Trek-Folge gewählt.
Matthew Byrd führte Der Ehrenkodex 2017 auf screenrant.com in einer Liste der 15 schlechtesten Star-Trek-Folgen auf Platz 2.
James Whitbrook führte Der Ehrenkodex 2017 auf gizmodo.com in einer Liste der 15 sonderbarsten Folgen von Raumschiff Enterprise – Das nächste Jahrhundert auf Platz 5.
Michael Weyer erstellte 2018 für cbr.com eine Liste von 20 Star-Trek-Folgen, die so schlecht sind, dass man sie gesehen haben muss. Der Ehrenkodex führte er dabei auf Platz 3.
Joseph Walter führte Der Ehrenkodex 2018 auf screenrant.com in einer Liste der 10 schlechtesten Star-Trek-Folgen auf Platz 1. 2019 führte er Der Ehrenkodex in einer Liste der 10 schlechtesten Folgen von Raumschiff Enterprise – Das nächste Jahrhundert ebenfalls auf Platz 1.
Kayleena Pierce-Bohen erstellte 2019 für screenrant.com auf der Grundlage von IMDb-Bewertungen eine Liste der zehn schlechtesten Star-Trek-Folgen. Der Ehrenkodex landete dabei auf Platz 7.
Michael Kmet führte Der Ehrenkodex 2019 auf whatculture.com in einer Liste der 20 schlechtesten Star-Trek-Folgen auf Platz 2.
John Miller erstellte 2022 für screenrant.com eine Liste der zehn schlechtesten Star-Trek-Folgen auf der Grundlage von Reddit-Diskussionen. Der Ehrenkodex landete dabei auf Platz 1.
Sean Ferrick führte Der Ehrenkodex 2023 auf whatculture.com in einer Liste der zehn kontroversesten Star-Trek-Folgen auf Platz 1.

## Parodien und Anspielungen
Die ebenfalls von Katharyn Powers geschriebene Folge 1.04 (Verraten und verkauft) der Science-Fiction-Serie Stargate – Kommando SG-1 aus dem Jahr 1997 weist einige inhaltliche Gemeinsamkeiten mit Der Ehrenkodex auf.